# Firehose of falsehood
Le « firehose of falsehood » (littéralement « tuyau d’incendie de fausseté » ou « de mensonges ») est une expression anglo-américaine qui désigne une technique de propagande suivant laquelle une grande quantité de messages est diffusée rapidement, répétitivement et en continu à travers plusieurs canaux (comme par voie de presse et par les réseaux sociaux) sans se soucier de leur vérité ni de leur cohérence. Issue des techniques de propagande soviétique, elle est employée par la propagande russe sous le président Vladimir Poutine.
Le Kremlin a usé de cette technique lors de son offensive contre la Géorgie en 2008, et a continué à l'exploiter dans la guerre entre la Russie et l'Ukraine, spécifiquement durant l'annexion de la Crimée et du prélude à l'invasion russe de l'Ukraine. Les politiciens, gouvernements et mouvements d’autres pays ont depuis fait usage des mêmes tactiques, tels que l’ancien président américain Donald Trump.
Bien que cette propagande soit difficile à contrecarrer, le German Marshall Fund, la RAND et des stratèges militaires ont élaboré des techniques pour répondre au firehose of falsehood, impliquant généralement de les anticiper avec de bonnes informations, de réduire ou de supprimer stratégiquement la désinformation et d'enseigner la culture numérique.

## Caractéristiques
En 2016, la RAND Corporation a formulé l’expression « Russian firehose of falsehood », décrivant une technique observée dans la propagande russe qui combine à la fois un nombre de communication élevée et un mépris de la vérité. Elle se distingue des anciennes techniques de propagande soviétique en pratique durant la guerre froide en partie par la quantité beaucoup plus grande de messages et de canaux activés, à travers Internet, et par les changements dans la façon dont les gens consomment les informations. L’objectif immédiat est de divertir, de brouiller et de submerger le public, et d'obtenir le désintérêt de ce dernier vis-à-vis de la vérification des faits, voire son opposition. Cela engendre que la propagande peut être transmise au public plus rapidement que de sources plus véridiques,. Le succès de cette approche est à l'opposé de l'idée selon laquelle la communication est plus persuasive lorsqu'elle est semble véridique, possible à croire et non contradictoire.
Selon RAND, le modèle de firehose of falsehood comporte quatre facteurs distinctifs :
1. il est à volume élevé et multicanal
2. il est rapide, continu et répétitif
3. il manque d’engagement envers la réalité objective
4. il manque d’engagement envers la cohérence[1].

La quantité élevée de messages, l’utilisation de différents canaux d'information, couplé à l’utilisation de bots et de faux comptes sont efficaces car le receveur de l'information est plus susceptible de croire une histoire lorsqu’elle semble avoir été rapportée par plusieurs sources. Additionnellement au canal « d'information » RT (Russia Today), la Russie diffuse de la propagande en utilisant des dizaines de sites Web proxy, dont les connexions à RT sont « déguisées ou minimisées ». Les gens sont également plus susceptibles de croire une histoire lorsqu'ils pensent que beaucoup d'autres la croient, principalement si ces autres personnes appartiennent à un groupe auquel ils s'identifient. Ainsi, un groupe d'agents peut influencer l'opinion d'une personne en créant la fausse impression qu'une majorité de ses voisins soutiennent une opinion donnée.

## Campagnes
Le Kremlin a fait usage de cette technique dès son offensive contre la Géorgie en 2008. Elle a continué à l'utiliser dans la guerre russo-ukrainienne, notamment lors de l'annexion de la Crimée et du prélude à l'invasion russe de l'Ukraine,. Des campagnes ont également été menées ciblant d'autres États post-soviétiques « dans la sphère d'influence de la Russie» et la Lituanie, la Lettonie et l'Estonie,.
Lors de leur implication dans la guerre civile syrienne, les médias d'État russes ont publié un nombre d'articles en novembre 2017, affirmant que les forces de la coalition permettaient délibérément aux combattants de l’État islamique de s'échapper d'Abou Kamal, en Syrie. Ces fausses histoires comportaient une « image satellite », qui s'est avérée être une simple capture d'écran d'un jeu vidéo.
L'inondation par la « lance à incendie de mensonges » a également été une caractéristique des opérations de désinformation et déstabilisation russes ciblant l’Europe occidentale, le Royaume-Uni et les États-Unis, notamment dans le cadre de l'ingérence dans les élections américaines de 2016,. En 2019, selon l'écrivain scientifique William J. Broad du New York Times, le réseau de propagande RT America a lancé une opération de type firehose of falsehood pour convaincre les Américains que les téléphones 5G représentaient un danger pour la santé, alors même que Poutine ordonnait l’installation de réseaux 5G en Russie.
D'après l’auteur et ancien officier du renseignement militaire John Loftus, l’Iran a usé de méthodes semblables incitant à la haine contre l’Arabie Saoudite, les États-Unis et Israël. Il soutient que certaines infox attribuées à la Russie ont en réalité été diffusées dans la presse occidentale par l’Iran.
En 2019, lors de la campagne présidentielle indonésienne, le président sortant, Joko Widodo, a chargé l'équipe de campagne de Prabowo Subianto de diffuser une campagne de haine avec l'aide de consultants étrangers et a cité la « propagande russe » et le modèle du « fire hose of falsehood ».
Selon la rédactrice en chef de Mother Jones, Monika Bauerlin, la technique est de plus en plus utilisée contre la presse par les politiciens américains[Quand ?]. Elle met en garde les lecteurs qu'il faut s'attendre à une augmentation de l'utilisation à plusieurs tactiques connexes : la menace de poursuites judiciaires, le déni des « fausses informations » et l'attaque ad hominem. Certaines publications ont désigné les techniques de communication du candidat républicain Donald Trump de « firehose of falsehood »,,,,.
Cette technique a également été utilisée par des militants, notamment par le mouvement anti-vaccin pour diffuser des théories, maintenant démontrées fausses, sur les soi-disant dangers de la vaccination.
D'après la société spécialisée en cybersécurité Recorded Future, cette technique a pu être utilisée par la Chine pour tenter de saper la crédibilité de la BBC à la suite de ses reportages sur le génocide des Ouïghours.
Les efforts de contre-propagande routiniers sont inefficaces contre cette technique. Comme le disent les chercheurs de RAND : « N’espérez pas contrer la lance à incendie de mensonges avec le pistolet à eau de la vérité. » Ils proposent de :
- répéter la contre-information ;
- fournir une histoire alternative pour combler les lacunes créées lorsque les faux « faits » sont supprimés ;
- avertir les gens de la propagande, en soulignant la manière dont les propagandistes manipulent l'opinion publique ;
- contrer les effets de la propagande, plutôt que la propagande elle-même ; par exemple, pour contrer la propagande qui sape le soutien à une cause, travaillez à renforcer le soutien à cette cause plutôt que de réfuter directement la propagande ;
- arrêter le flux en faisant appel à des fournisseurs de services Internet et des services de médias sociaux, et en menant des opérations de guerre électronique et dans le cyberespace[1].

Les chercheurs du German Marshall Fund conseillent d'être vigilants à ne pas répéter ou amplifier la fausse affirmation originale. Répéter une fausse histoire, même pour la réfuter, rend les récepteurs de l'information plus susceptibles d’y croire. Bruce Schneier, expert en sécurité, recommande d'enseigner la culture numérique dans le cadre d'une chaîne de destruction des opérations d'information en 8 étapes.
Une autre façon de lutter contre la désinformation consiste à réagir rapidement à mesure que les événements se passent et à être la première partie prenante à narrer l’histoire. En guise d'exemple, en février 2018, lorsque les forces syriennes pro-régime ont commencé à bombarder les forces démocratiques syriennes près de Khasham et que les forces de la coalition ont répondu en état de légitime défense, la Combined Joint Task Force – Operation Inherent Resolve (CJTF-OIR) a immédiatement publié un communiqué de presse intitulé « Une attaque injustifiée, commise par les forces syriennes pro-régime, incite à des frappes défensives de la coalition ». En réponse à cette nouvelle, des journalistes du monde entier ont abreuvé la CJTF-OIR de questions, lui permettant d'établir les faits avant que les médias russes ne puissent détourner l'histoire.
Dans How We Win the Competition for Influence (2019), les stratèges militaires Wilson C. Blythe et Luke T. Calhoun mettent l'accent sur l'importance de messages cohérents. Ils comparent les opérations d'information à d'autres armes utilisées par l'armée pour cibler un ennemi et obtenir le résultat escompté : « L'environnement de l'information fait partie intégrante des champs de bataille d'aujourd'hui. »